# Balta globifera
Balta globifera är en kackerlacksart som först beskrevs av Hanitsch 1933.  Balta globifera ingår i släktet Balta och familjen småkackerlackor. Inga underarter finns listade.